# Cuenta prémium
Una cuenta prémium es una cuenta que permite acceder a contenido exclusivo en un sitio de internet. En Internet existen muchos sitios en los que no solo al registrarse da unos permisos para acceder a diversos contenidos de la página sino que además pagando una cierta cantidad o cumpliendo ciertos requisitos se puede obtener una cuenta prémium.
En la mayoría de los casos dan a los usuarios registrados previamente varios privilegios especiales, como la tentativa de obtener nuevos servicios o prestaciones antes que los otros miembros, o la adquisición del tratamiento preferencial en los acontecimientos organizados por el sitio web.

## Ensoftware
En el ámbito de las aplicaciones se pueden encontrar desde hace algún tiempo que un usuario cuando adquiere dicha aplicación se encuentra con un usuario y una contraseña que permiten una vez instalada en su sistema obtener contenido extra, ya sean actualizaciones, avisos, etc., accediendo con su cuenta. En la mayoría de los casos, el usuario no debe pagar una tasa mensual como pasa en la mayoría de los servicios prémium, sino que al desembolsar su precio inicial se le concede tal información.

## En videojuegos
Donde se puede observar una mayor comunidad de cuentas prémium es en la rama de los videojuegos, en la mayoría de los casos juegos en línea. En ellos el usuario poseedor de una cuenta prémium podrá, una vez identificado, realizar acciones o utilizar herramientas fuera del alcance de un usuario registrado sin tal permiso. En este entorno si que el usuario poseedor de una cuenta prémium debe abonar (normalmente cada mes, aunque hay productos que ofrecen pagos trimestrales o incluso anuales) una cantidad de dinero para adquirir esta cuenta o seguir obteniendo prestaciones de ella.
Un ejemplo donde se ven cuentas prémium en juegos en línea es Regnum Online o en Tibia, los dos son de estilo MMORPG, este último creado por CipSoft.

## En webmail
Aquí se pueden encontrar que al pagar una cuota más al mes se ofrecerán servicios mayores al resto de los usuarios registrados como la ampliación de la capacidad de nuestra bandeja de entrada, la ampliación de nuestra agenda de correos electrónicos, etc. En este campo se pueden destacar dos grandes empresas en el mundo del correo web como son Yahoo y Hotmail.
Yahoo ofrece a los usuarios su servicio Yahoo! Mail Plus que oferta las siguientes características:
- 20 megabytes de límite por mensaje.
- Habilidad para enviar hasta 10 adjuntos por correo.
- Acceso POP3 y reenvío.
- 2 gigabytes de almacenamiento de correo.
- Archivo de mensajes de correo en el disco duro para acceso sin conexión.
- Habilidad para enviar mensajes desde Correo Yahoo! usando otros dominios de correo.
- 200 direcciones bloqueadas y 50 filtros.
- Ausencia de etiquetas promocionales en los mensajes.
- Las cuentas no expiran.

Hotmail ofrece a los subscriptores prémium la oportunidad de descargar los correos directamente a la máquina local mediante el uso de herramientas como Outlook Express o  Thunderbird.

## En servicios de descarga de archivos
Muchos internautas utilizan la red para realizar búsquedas relacionadas con descargas de música, libros, juegos, etc. Por eso siempre se buscan archivos o documentos relacionados con estos temas. Para hacer mucho más cómodo el uso de Internet se puede hacer con una cuenta prémium de un sistema de intercambio y alojamiento de archivos.
Hay muchos beneficios cuando se obtiene una cuenta prémium de los principales sitios web de alojamiento de archivos. Una empresa de alojamiento de archivos permite a los usuarios cargar sus ficheros y después de eso, los archivos pueden ser descargados a través de una cuenta prémium. Estos sitios de archivos tienen una gran base de datos de diferentes archivos y el contenido, como canciones, vídeos informativos, libros electrónicos y mucho más, tienen toneladas de archivos que se pueden descargar fácilmente si tienes una cuenta prémium.
Prestaciones de un servicio prémium en un sitio web de alojamiento de archivos:
- Más rapidez en los servidores, es decir se obtiene la máxima velocidad de descarga permitida por la conexión y/o equipo.
- Capacidad de utilizar gestores de descarga para descargar archivos. Incluso en algunos sitios ofrecen un servicio de gestor de descarga propio.
- No entrar en la lista de espera, el usuario podrá descargar archivos de inmediato.
- No existe una limitada capacidad de descarga, en todo momento el usuario podrá descargar ilimitadamente y sin esperas.
- Descargas simultáneas. El usuario podrá realizar diversas descargas alternativas al mismo tiempo.
- Descarga directa de enlaces disponibles ofrecidos por otros usuarios, basta con colocar los enlaces en el navegador y se abrirá la ventana para iniciar la descarga con una breve descripción del archivo.
- Servidor extra prémium también disponible para los usuarios.
- Ver todo lo que se desea, sin límite de tamaño de archivos.
- Copia de seguridad de archivos, al cargar un archivo, este no se eliminará hasta que no lo elimine el creador.
- Completo soporte al cliente, obtener inmediata respuesta de personal de la web.

## El robo masivo de cuentas
Entre el año 2008 y 2009 debido a los bajos niveles de seguridad de los sitios web y de la creación de herramientas de cracking (empleaban fuerza bruta) las páginas que ofrecían servicios prémium empezaron a verse afectadas por el robo de cuentas y posteriormente a su reventa. A medida que estas herramientas se fueron dando a conocer quedaron al alcance de cualquier internauta, el robo y publicación de cuentas prémium en foros de warez se disparó y los principales empresas que ofrecen servicios prémium se vieron obligadas a mejorar la seguridad de sus sitios web para evitar este tipo de sustracciones.
Entre el año 2010 y 2012 la publicación de cuentas prémium sustraídas las cuales empezaron a llamarse cuentas prémium gratuitas pasaron a ser distribuidas rápidamente por foros de temática warez. Tal fue la fama de adquirió en internet este tipo de cuentas que comenzaron a surgir sitios web dedicados exclusivamente a la localización y publicación de este tipo de contenido o la distribución de herramientas de craqueo y guías de aprendizaje.